# ذبابة حجرية
منثنية الجناح أو الذبابة الحجرية أو  الذباب ملتف الأجنحة (الاسم العلمي: Plecoptera)، جنس حشرات عثية ضعيفة في الطيران. وهي ليست ذبابة حقيقية. ذلك لأنها من ذوات الأجنحة الأربعة، والذباب الحقيقي من ذوات الجناحين فقط. توجد الذبابة الحجرية، عادة، بأعداد كبيرة على طول شواطئ المياه الجارية حيث تتزاوج.
يشير اسم الذبابة الحجرية إلى الحوريات الصغار التي تعيش تحت الأحجار في الأنهار، أو على طول شواطئ البحيرات والبرك، وتأكل أسماك السلمون، والأسماك الأخرى يرقاتها. والذباب الحجري، المكتمل النمو أسمر فاتح اللون ويبلغ طوله 6,5 سم ويتغذى بالأعشاب، والحيوانات المائية الصغيرة، والطحالب خضراء المائلة إلى الزرقة.